# NGC 3003
NGC 3003是一个位于小狮座的棒旋星系，1785年12月7日由威廉·赫歇尔发现。星系距离地球6360万光年，视星等为11.78，退行速度为1474 km/s。1961年，该星系内爆发了II型超新星SN 1961F，视星等最大为13.0。